# Donghua Li

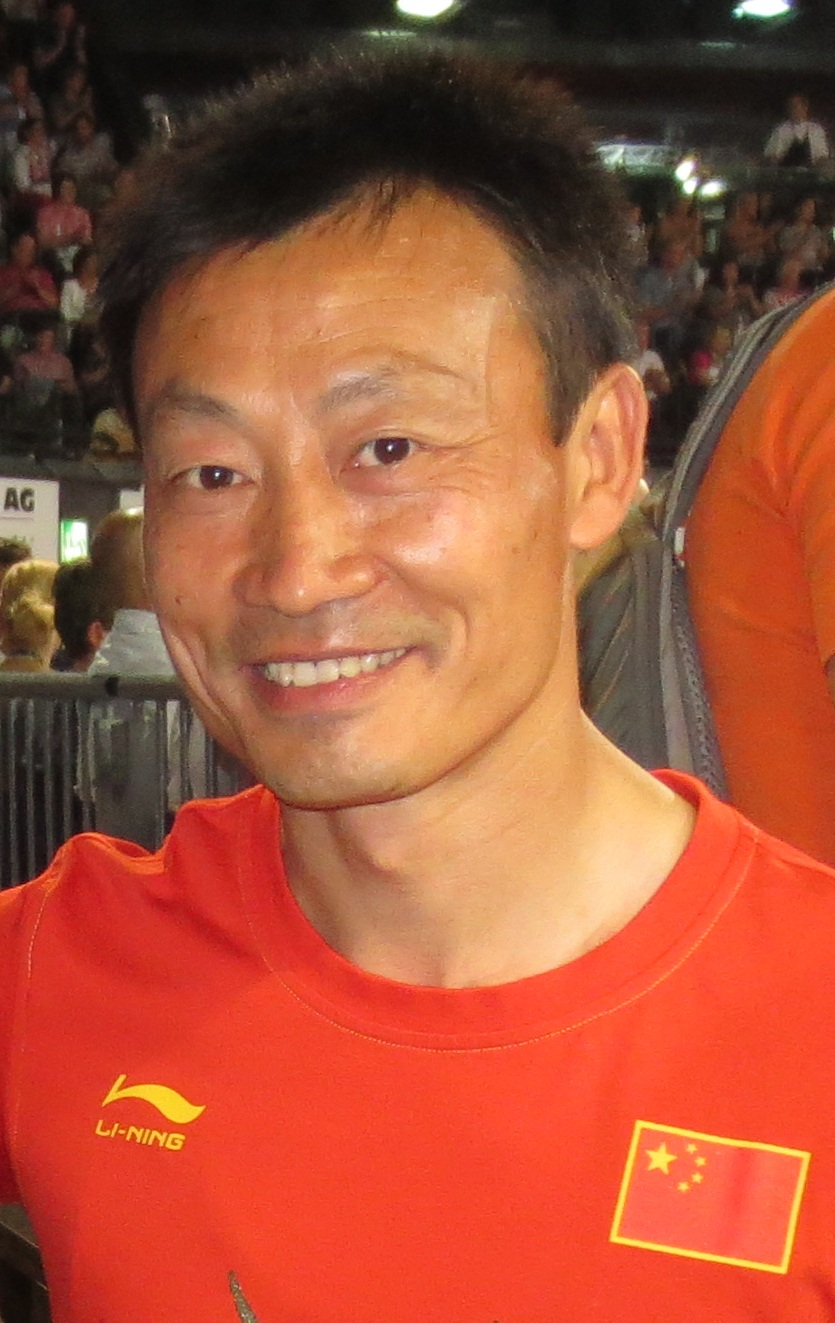
Donghua Li (2013)

Donghua Li (chinesisch 李東華, Li Donghua; * 10. Dezember 1967 in Chengdu) ist ein Schweizer Turner chinesischer Herkunft. Nachdem er 1989 mit seiner damaligen Schweizer Ehefrau in die Schweiz gezogen war, nahm er vorläufig nur an nationalen Meisterschaften teil. Fünf Jahre später erhielt er die schweizerische Staatsangehörigkeit und war somit für die Schweiz auch international startberechtigt.
Für die Schweiz nahm er 1996 bei den Olympischen Spielen in Atlanta teil und erreichte in seiner Paradedisziplin am Pauschenpferd olympisches Gold. Im selben Jahr trat er vom Spitzensport zurück.
Donghua Li wohnt in Adligenswil und hat eine Tochter (* 1996) aus erster Ehe. Mit einer neuen Partnerin, von der er getrennt lebt, hatte er einen Sohn, der 2019 im Alter von sieben Jahren an Krebs verstorben ist.

## Karriere-Highlights
- 1987 Chinesischer Meister
- 1994 Schweizer Meister
- 1995 Weltmeister
- 1996 Europameister
- 1996 Olympiasieger

## Besondere Erfolge
- Mehrfacher Schweizer Mehrkampf- und Gerätemeister
- 1. Rang Eidg. Kunstturnertage Solothurn 1994
- Eidg. Turnfestsieger 1996 Bern
- Sportler des Jahres 1995 & 1996
- Mehrere Podestplätze an intern. Länderkämpfen/Turnieren

## Wesentliche Lebensstationen
Im Jahr 1974 begann Donghua Li mit einem geregelten Kunstturntraining in einem regionalen Internat. Vier Jahre später erfolgte die Aufnahme ins Provinzkader von Sichuan und 1983 die Aufnahme ins chinesische Nationalkader in Peking.
Im Jahr 1984 erlitt Li einen schweren Unfall beim Pferdsprung, bei dem er seine Milz und seine linke Niere verlor, 1986 rissen seine Achillessehnen bei einem Unfall beim Bodenturnen. Seinen sportlichen Höhepunkt erreichte er als chinesischer Meister am Pauschenpferd 1987. Acht Monate vor den Olympischen Spielen 1988 in Seoul erlitt Li eine Stauchung des dritten und vierten Halswirbels bei einem Sturz vom Barren. Am 8. Dezember desselben Jahres heiratete er in Chengdu.
Am 9. März 1989 reiste Li mit seiner Familie in die Schweiz ein, im November erfolgte an den Schweizer Meisterschaften sein erster Auftritt als Kunstturner in der Schweiz, bei welchen er den 3. Rang am Pauschenpferd erzielte. Aufgrund zum Teil kurzfristiger Reglementsänderungen wird Donghua Li vom Schweizer Verband in den Jahren 1990 bis 1993 der Titel „Schweizermeister“ nicht zuerkannt. Li wird in dieser Zeit zwar 7× Sieger an SM, aber nie Meister (4× Pferd, 2× Ringe, 1× Mehrkampf). Beim Eidgenössischen Turnfest 1991 im heimischen Luzern wird ihm durch die Kampfrichter der verdiente Turnfestsieg nicht zuerkannt.
Am 29. März 1994 erhielt Donghua Li den Schweizer Pass ausgestellt, im April 1994 erzielte er die Bronzemedaille am Pferd bei den Weltmeisterschaften in Brisbane, Australien und im November 1994 wurde er Schweizer Meister im Mehrkampf und am Pauschenpferd. Im August 1995 wurde er Schweizermeister im Mehrkampf und am Pferd. Am 9. Oktober 1995 wurde Li in Sabae, Japan, Weltmeister am Pauschenpferd.
Im Jahr 1996, dem erfolgreichsten Jahr, erzielte er den 2. Rang an den Weltmeisterschaften in San Juan, PUR (19. April), wurde Europameister in Kopenhagen, Dänemark (11. Mai), Sieger am Eidgenössischen Turnfest in Bern (Mehrkampf, 22. Juni) und Olympiasieger in Atlanta, USA. In diesem Jahr trat er als Spitzensportler zurück.